# Xã Central, Quận Bond, Illinois
Xã Central (tiếng Anh: Central Township) là một xã thuộc quận Bond, tiểu bang Illinois, Hoa Kỳ. Năm 2010, dân số của xã này là 8.013 người.